# Ashill (Somerset)
Pour l’article homonyme, voir Ashill (Norfolk).
Ashill est une paroisse civile et un village du Somerset, en Angleterre.